# Церковь Святейшего Сердца Иисуса (Аугсбург)
Католическая церковь Святейшего Сердца Иисуса в районе Аугсбурга Пферзее — самая большая в южной Германии из построенных в архитектурном стиле модерн. В 1892 году было образовано строительное сообщество, в 1907 году заложен первый камень. Церковь освящена 29 мая 1910 года епископом Максимилианом фон Линггом.
Фасад выдержан в неороманском стиле, а внутреннее убранство — в стиле модерн. На колокольне высотой 72 метра водружён 6,5-метровый крест. Длина базилики — 72 метра. Великолепная внутренняя отделка привлекает туристов со всего мира. 

## История строительства
Во второй половине 19-го столетия с развитием промышленности население вокруг церкви Святого Михаэля в деревне Пферзее, состоящее из крестьян и ремесленников, в относительно короткое время увеличилось во много раз (1850 год — около 900 жителей, 1870 год — около 1850, 1880 — 3400, 1890 — 5300, 1900 — 7000, 1910 год — примерно 11000). Различные причины делали этот район привлекательным для строительства фабрик: близость к Аугсбургу и одновременно независимость от аугсбургских монопольных промышленных кругов, дешёвая рабочая сила с ремесленными навыками, энергия реки Мюльбах («мусорный ручей») и железнодорожное сообщение с Аугсбургом. Были созданы различные компании: ткацкие (Бемберг, Диериг), металлообрабатывающие (Эберле), предприятия химической промышленности. Необычайно разросшаяся деревня перестала справляться с коммунальным управлением и была в 1911 году включена в состав Аугсбурга. Только таким образом могли быть выполнены различные необходимые задачи, такие как защита от наводнений, прокладка водопровода и строительство новой школы.

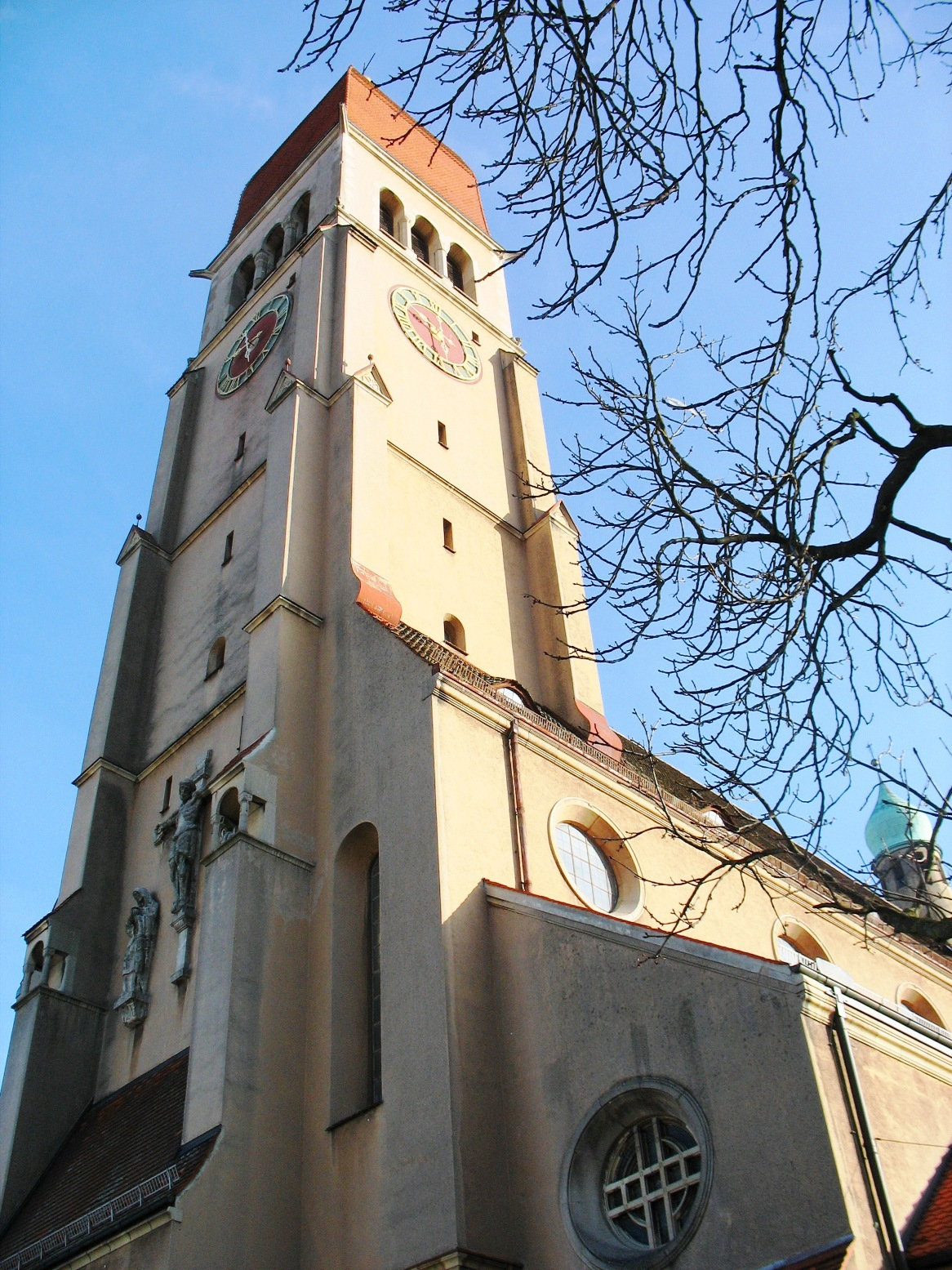
Башня с колокольней на западной стороне

Поскольку выросли и духовные запросы, добавились два новых священника (1890, 1904). Чтобы разрешить проблему с нехваткой места (из 4700 верующих примерно 2740 регулярно посещали службы, при этом в церковь помещалось только 700 человек), сначала планировалось увеличить существующую церковь Святого Михаэля. Пастор города Йозеф Дир (1870–1893) организовал строительное сообщество, которое должно было обеспечить финансирование перестройки. Через год он умер, и в 1894 году под влиянием энергичного и деятельного нового пастора Антона Шваба (1893—1912, умер 1927) решили не перестраивать церковь, а построить новую. Пару месяцев позже сообществом был найден и куплен подходящий для строительства земельный участок на Аугсбургской улице. Необходимые для этого средства удалось собрать с большим трудом.

## Вид снаружи
Богато построенная и светло окрашенная церковь возвышается над всем районом Аугсбурга Пферзее. Четырёхугольная западная башня высотой 72 метра, на шлемообразном куполе которой водружён 6,5-метровый крест, видна издалека. Доминируя надо всей западной частью Аугсбурга, она образует гармоничную композицию с колокольней базилики Святого Ульриха и Афры.

## Вид изнутри
Последовательное, большей частью сохранившееся оформление представляет собой редчайший образец стиля модерн в церковном строительстве. В Германии трудно найти что-либо подобное. Разрисовка сводов, орнаменты потолка и настенные росписи разительно отличаются от церковной традиции 19-го столетия.

### Планировка

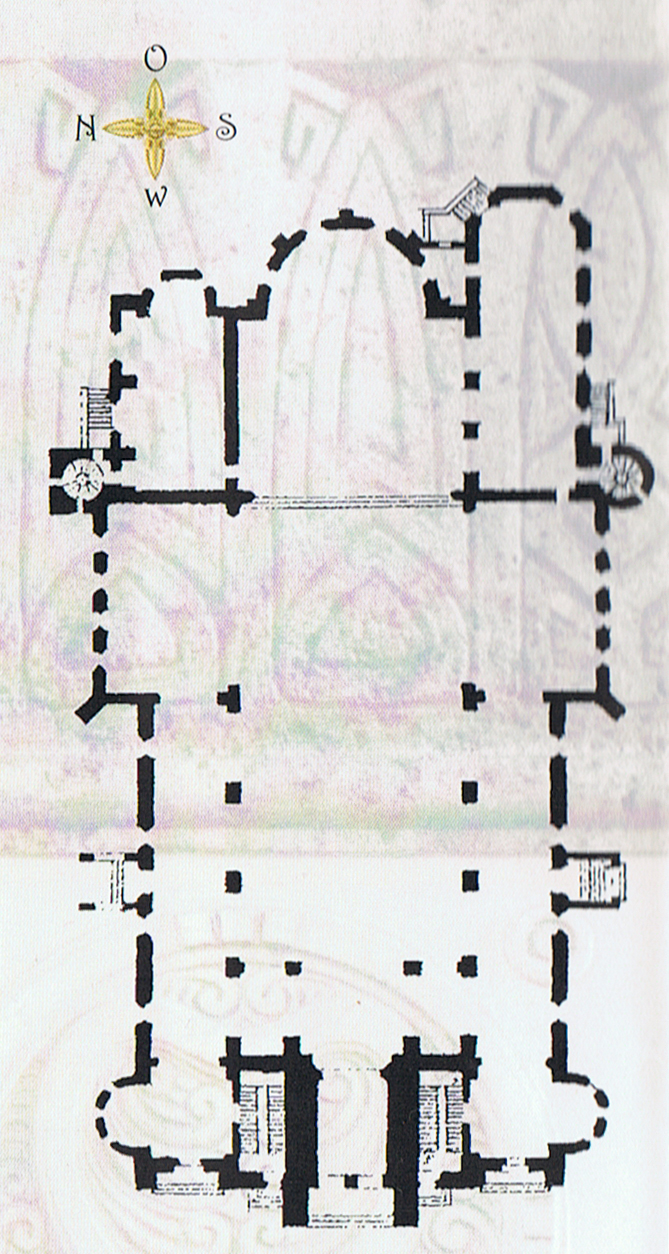
Чертёж фундамента

Чертёж показывает трёхкорпусную базилику с четырёхтравейным нефом.

### Архитектура внутри
В то время как снаружи здание возвышается с востока на запад, внутри с точностью наоборот: арки центрального корпуса развиваются во всём своём великолепии, приближаясь к алтарю (с запада на восток).

### Настенные росписи
Роспись хора и сводов богато орнаментирована и выдержана в типичных для Модерна красках золотая, фиолетовая, оливковая и белая.

### Цветовые решения
Подбор красок служит привлечению внимания в направлении хора и светящихся росписей апсиды.

### Крестный путь
В духе итальянского возрождения Теодором Байерлсом написанные фрески крестного пути основаны на простых карандашных рисунках.

### Кафедра
На массивной мраморной кафедре вырезан Спаситель с хлебом в правой руке, которым он притягивает к себе Адама и Еву, мужчину и женщину, юность и солдата (в немецкой униформе времён первой мировой войны). Через «хлеб жизни» предлагает он им утешение и силу. Фигуры разработаны с замечательной динамикой. Рельефная надпись «Надеясь на Бога, строить дальше: тогда спасёт Бог из самой тяжёлой нужды 1914-1919» делает кафедру также и военным памятником. Выше рельефно вырезаны Ноев Ковчег и символы четырёх евангелистов. На позолоченном куполе установлена фигура Доброго Пастыря, в нижней части купола изображён Святой Дух в виде голубя в венке.

### Скульптуры Апостолов и Мадонна
Фигуры апостолов на высоких полуколоннах куплены в 1909 году у церкви Святого Якова в Штраубинге (Иосиф Матеас Гётц, 1742).

### Окна
Окна тонированы и пропускают в церковь много света, создающего особенное настроение. Их изготовила стекольная фабрика в Мюнхене "Ханс Бокхоми" 1908/09. Во время бомбёжки во вторую мировую войну стёкла были разбиты, восстановлены в 1947 году. 

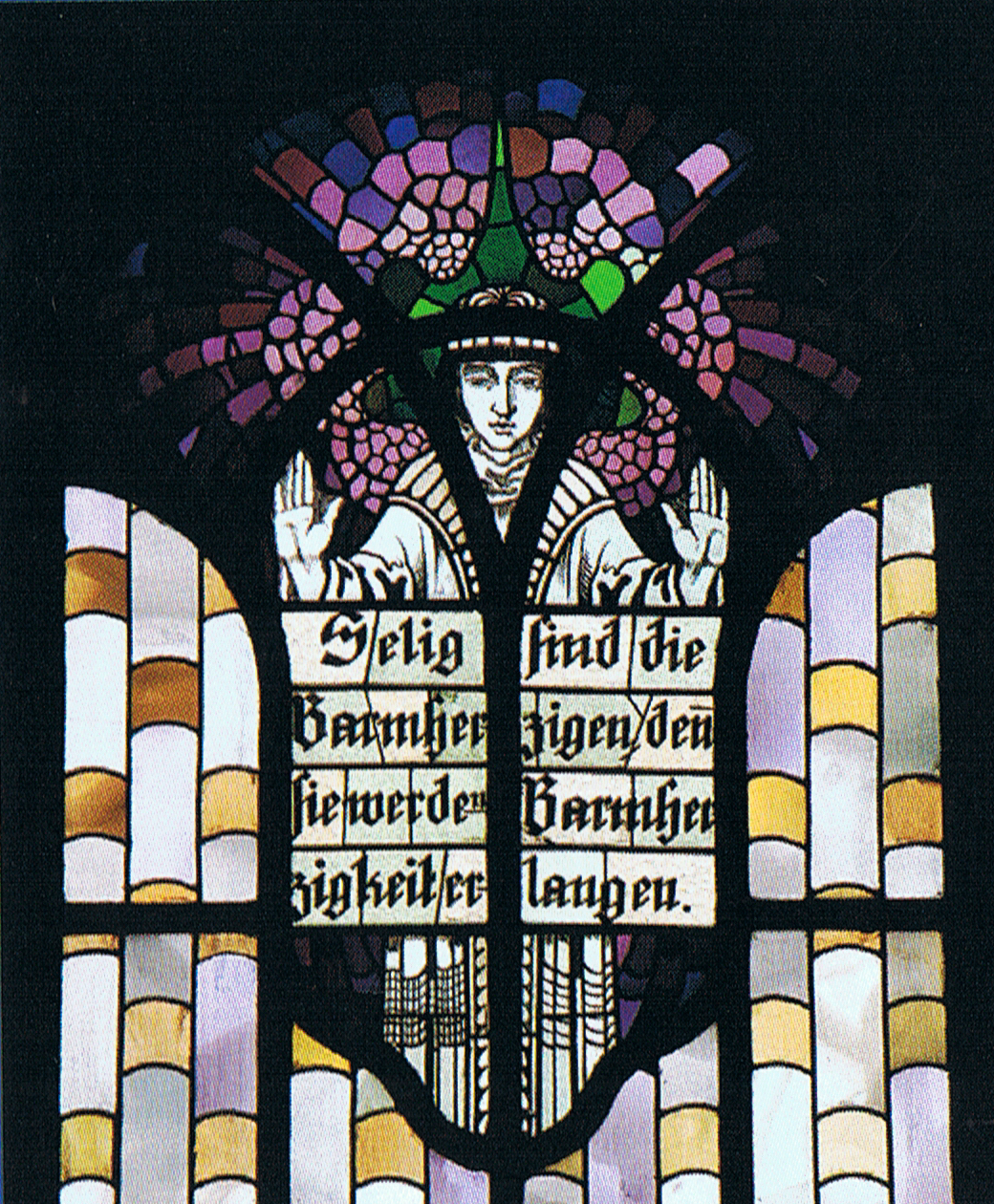
Окно 1
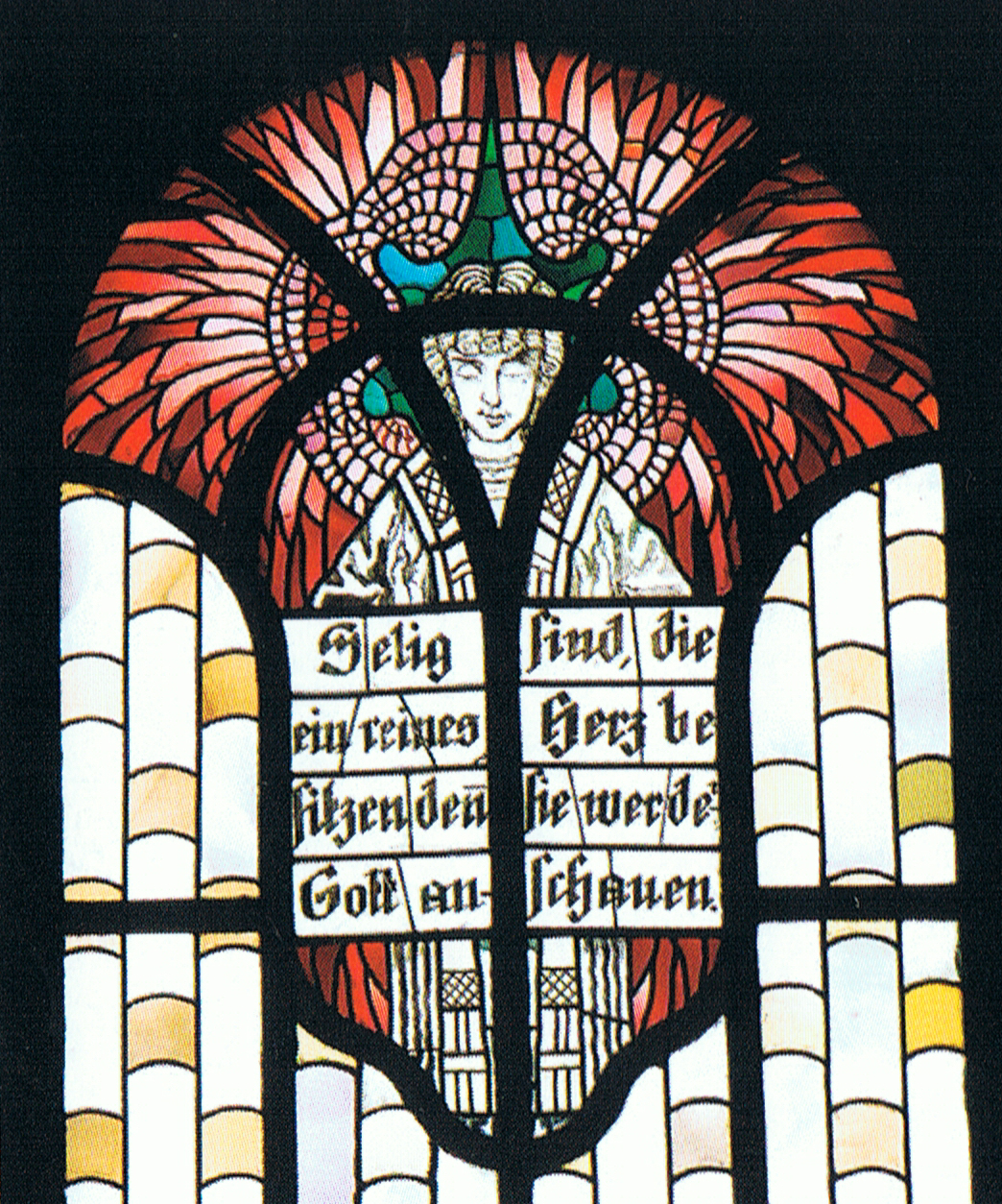
Окно 2
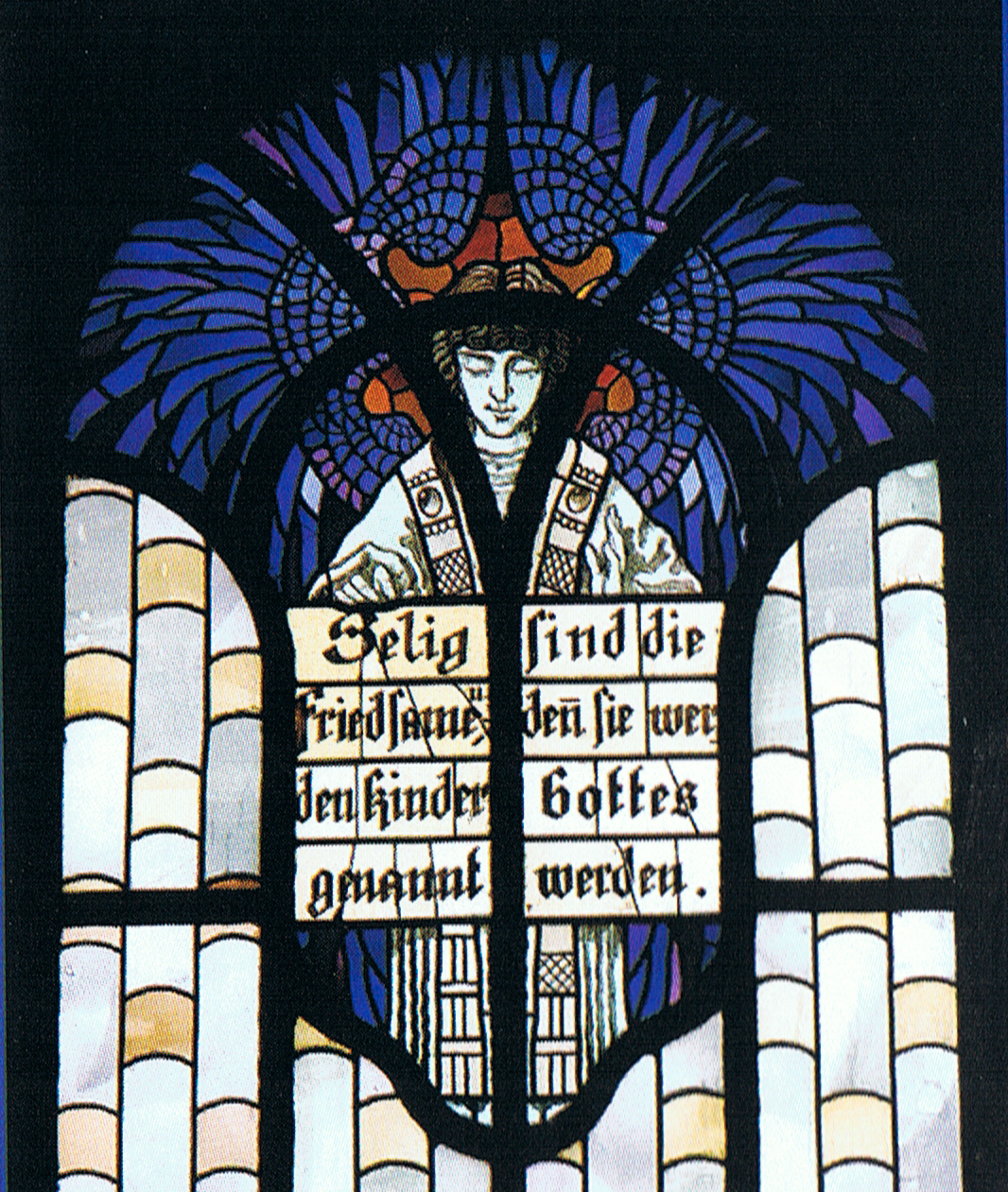
Окно 3
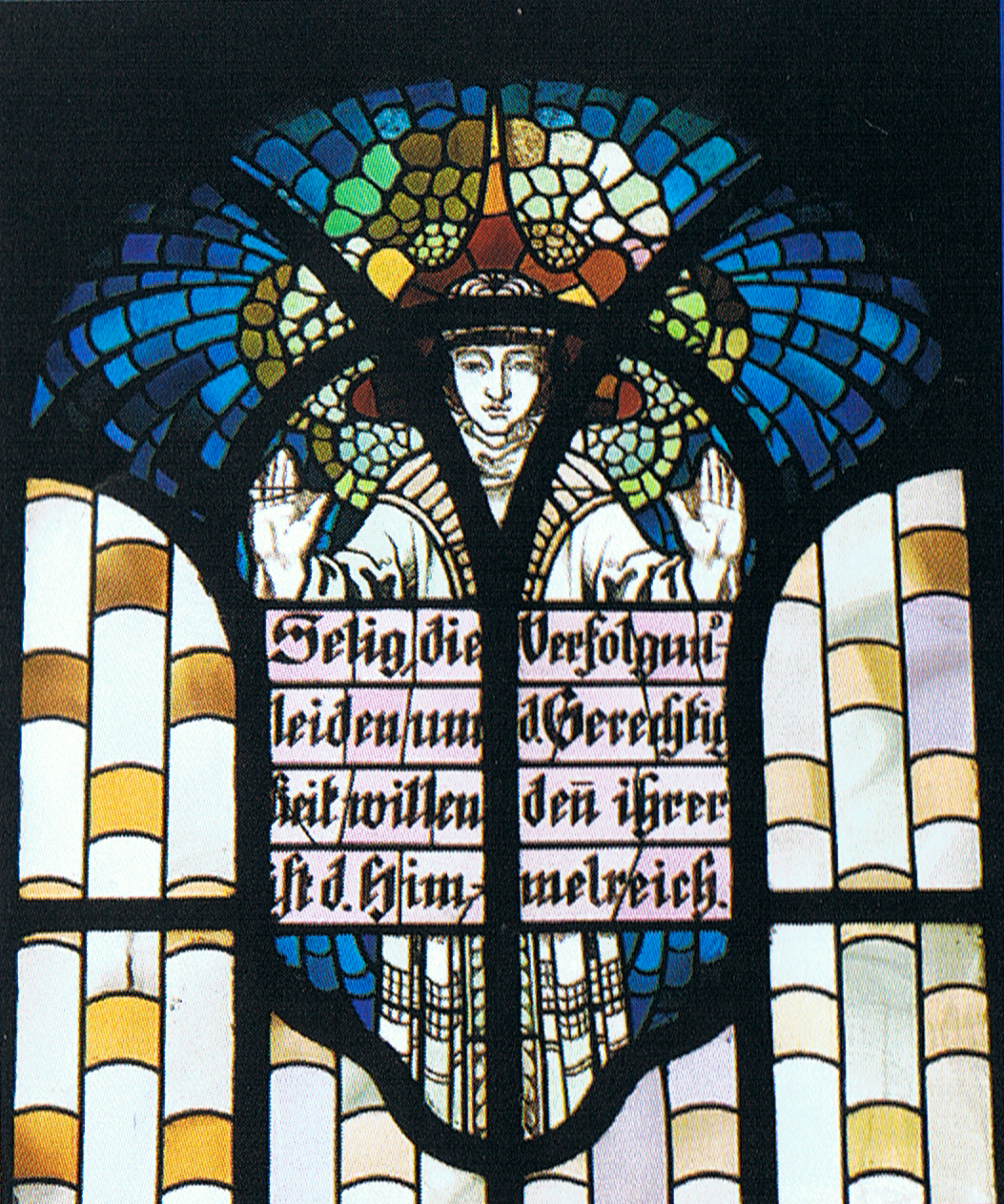
Окно 4
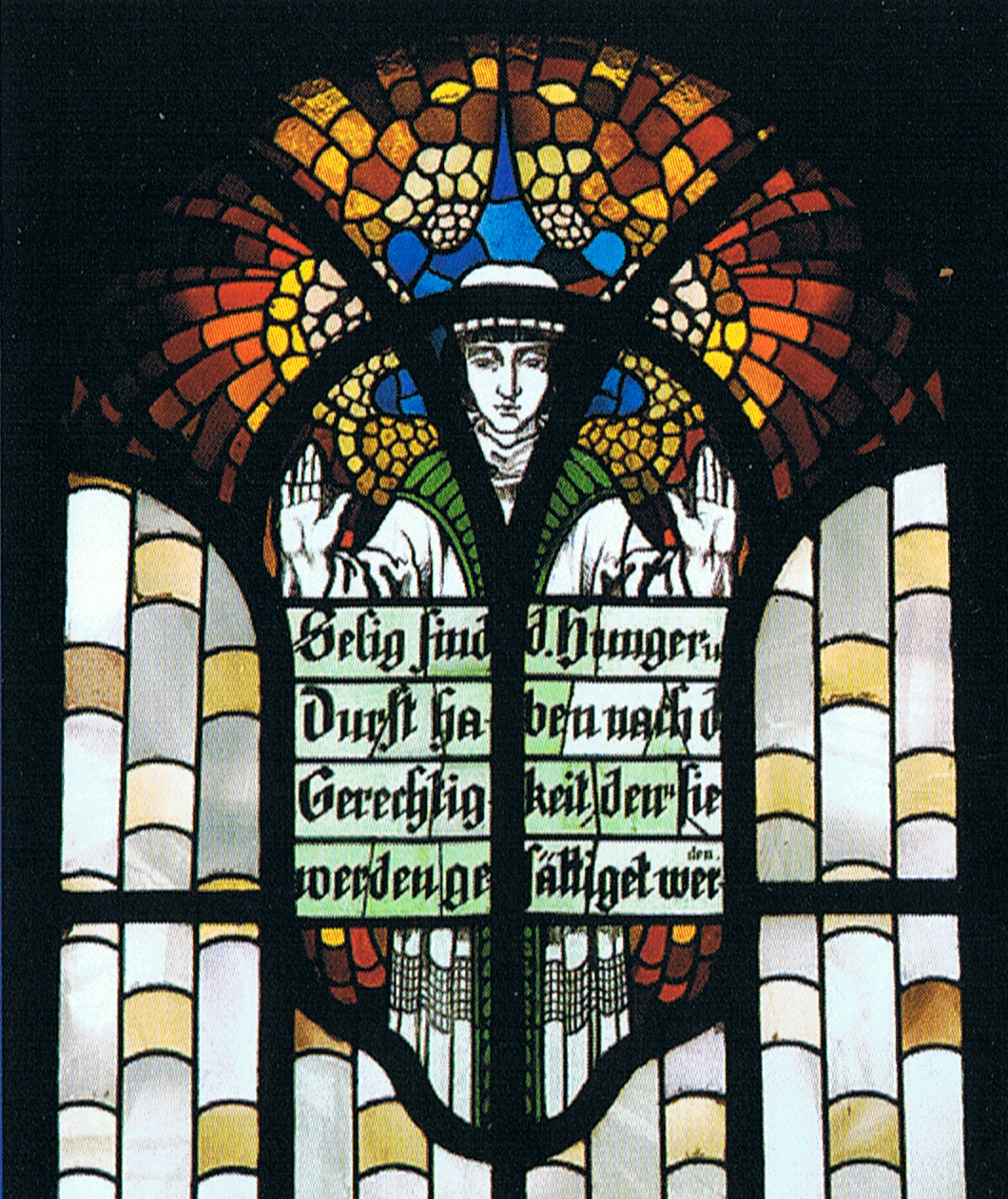
Окно 5
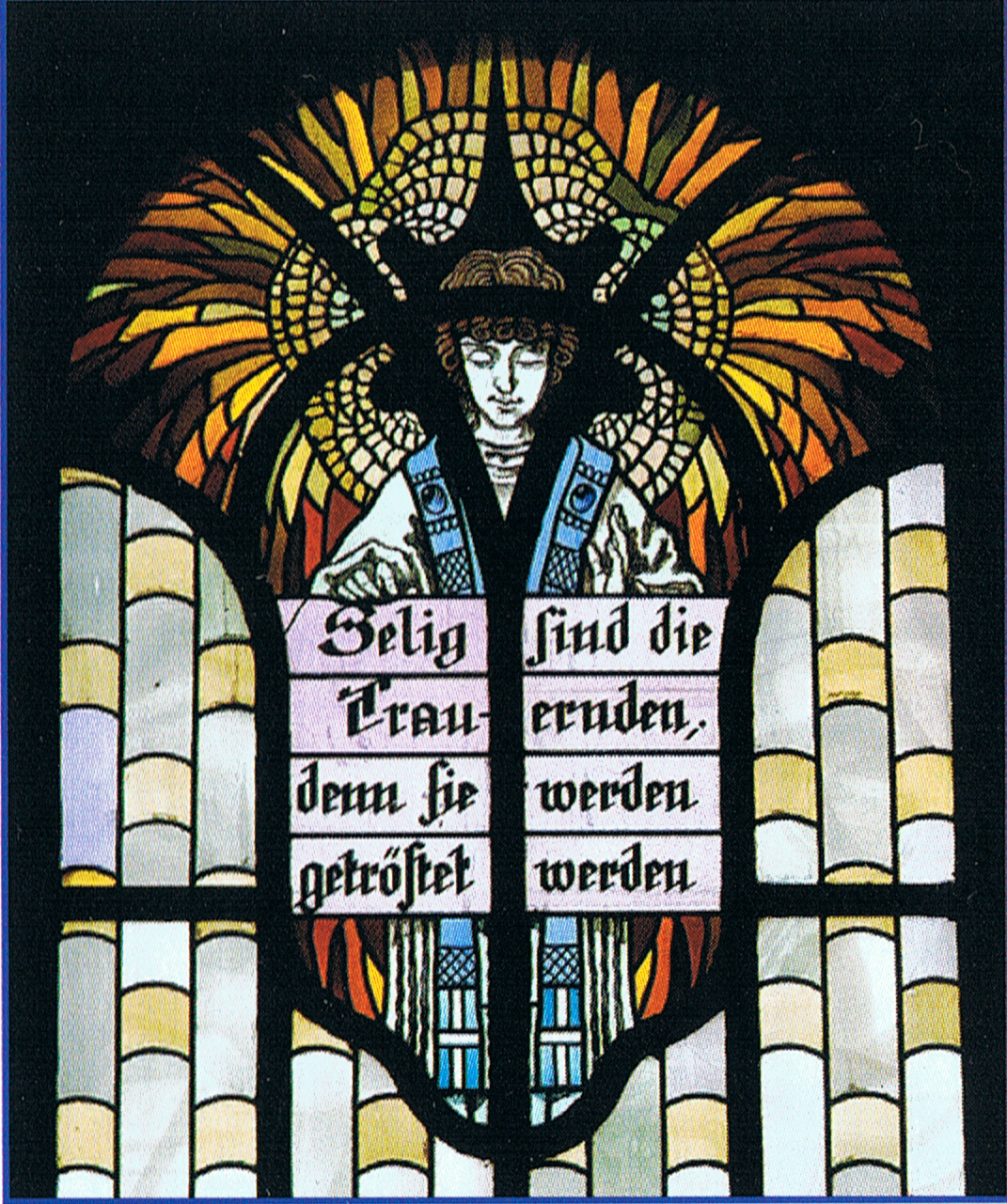
Окно 6
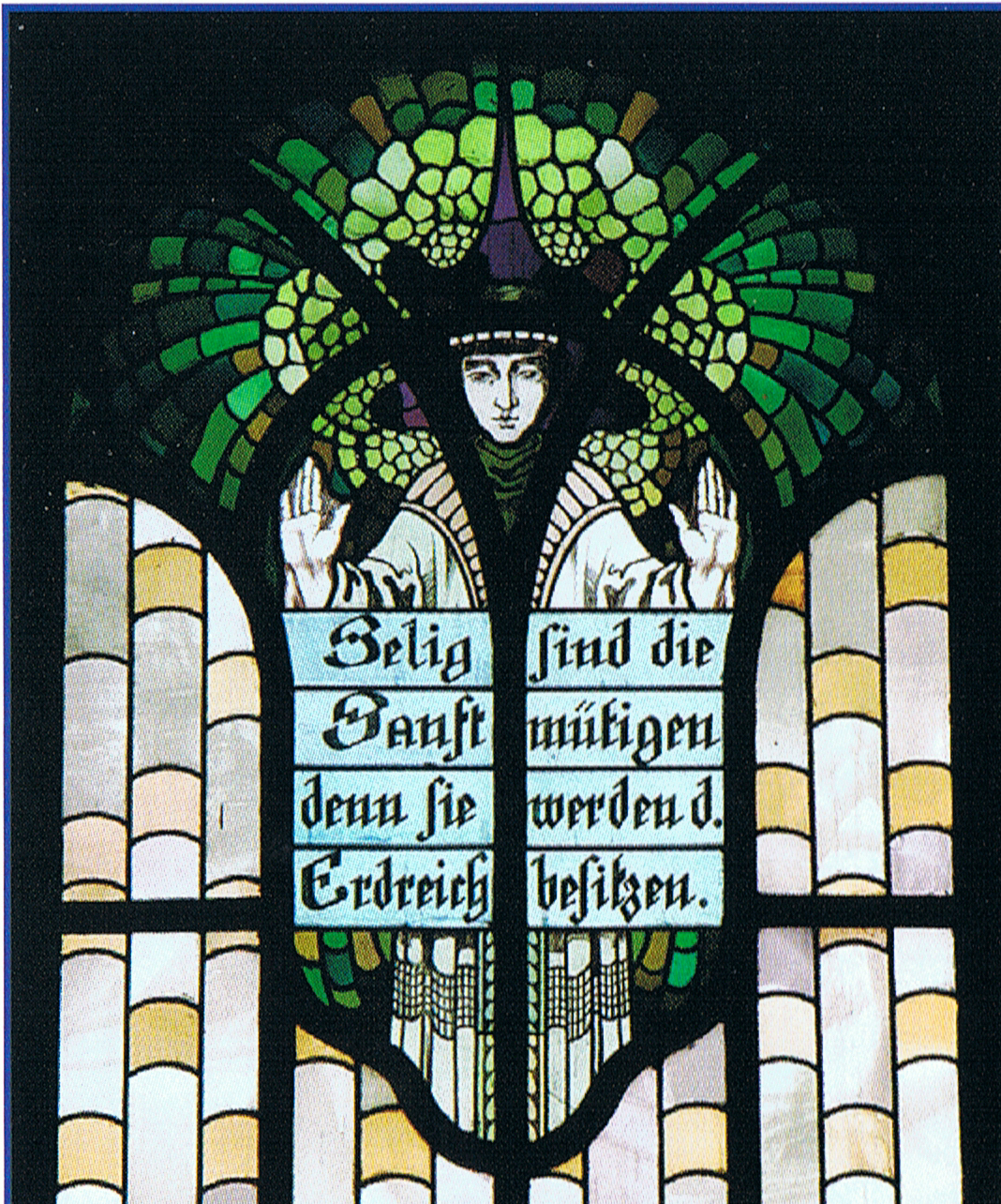
Окно 7
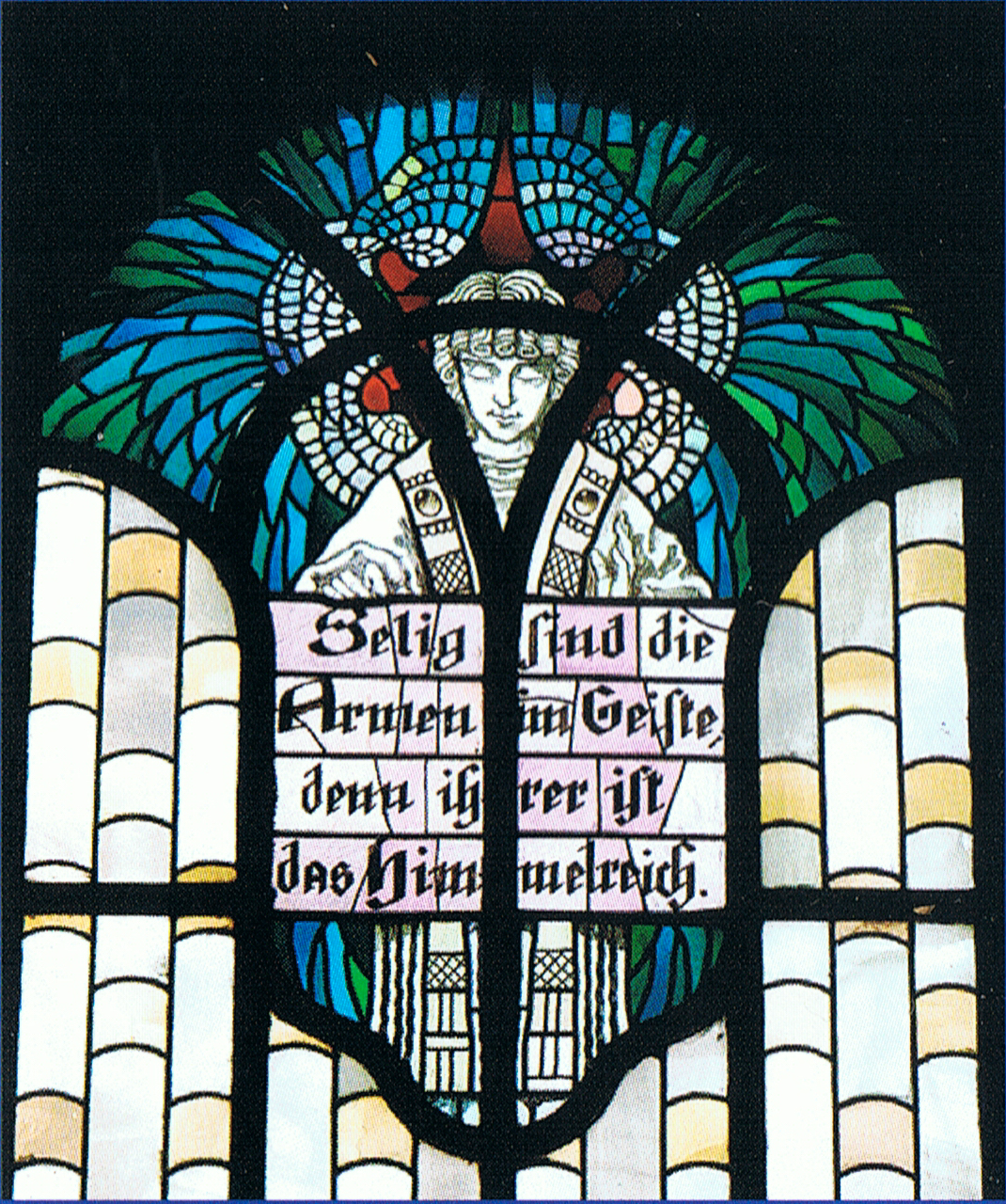
Окно 8

Восемь больших окон слева и справа указывают на восемь обещаний блаженства Нагорной проповеди. Они выдержаны в цветах серебряно-серый, фиолетовый и светло-коричневый.

### Капелла Богородицы
Капелла имеет плоский потолок, простирающийся до алтарной нишы. В нише находятся символы Богородицы, нарисованные на штукатурке по фиолетовому фону (слева направо): Башня из слоновой кости, Небесные ворота, Духовный сосуд, Таинственная роза, Сосуд воспоминания, Богородица, Утренняя звезда.